# Liste der Monuments historiques in Reugney
Die Liste der Monuments historiques in Reugney führt die Monuments historiques in der französischen Gemeinde Reugney auf.

## Liste der Objekte
| Bezeichnung      | Beschreibung                                 | Standort                       | Kennzeichnung | Schutzstatus | Datum | Bild |
| ---------------- | -------------------------------------------- | ------------------------------ | ------------- | ------------ | ----- | ---- |
| Kelch und Patene | Silber, vergoldet, Ende des 17. Jahrhunderts | in der Kirche St-Martin (Lage) | PM25001264    | Classé       | 1971  |      |